# Vic (Alta Viena)
Vic (en francès Vicq-sur-Breuilh) és un municipi francès situat al departament de l'Alta Viena i a la regió de la Nova Aquitània.

## Demografia
| 1962                                       | 1968  | 1975  | 1982  | 1990  | 1999  | 2006  | 2007  | 2008  |
| ------------------------------------------ | ----- | ----- | ----- | ----- | ----- | ----- | ----- | ----- |
| 1.384                                      | 1.275 | 1.082 | 1.019 | 1.033 | 1.087 | 1.237 | 1.244 | 1.248 |
| Des de 1962: població sense dobles comptes |       |       |       |       |       |       |       |       |

## Administració
| Període | Identitat                   | Partit |
| ------- | --------------------------- | ------ |
| 2001-   | Christine Gérardin-Neuville |        |